# Luigi Fagioli
Luigi Fagioli (Osimo, 9 de junho de 1898 — Monte Carlo, 20 de junho de 1952) foi um automobilista italiano. Participou dos dois primeiros Campeonatos Mundiais de Fórmula 1 em 1950 e 1951, somando sete provas, uma vitória, uma pole position e trinta e dois pontos. Foi piloto oficial da Alfa Romeo durante esse período; até os dias de hoje, Fagioli é a única pessoa não nascida no século XX a ter vencido uma corrida de Fórmula 1.

## Carreira
Fagioli iniciou sua carreira como piloto ainda na década de 20, disputando provas na Itália, França e Alemanha. Já tinha 52 anos de idade quando disputou sua primeira temporada de Fórmula 1, surpreendendo a todos com uma performance constante: terminou em segundo lugar em quatro das seis provas do ano (chegaria em terceiro em uma e abandonaria outra).
Ficou famoso por sua determinação e por seu temperamento. Em 1934, correndo uma prova pela Mercedes em pleno Nurburgring, recebeu ordens de ceder a vitória a um companheiro de equipe. Furioso, parou o carro na beira da estrada (a corrida era disputada em uma rodovia) e voltou para casa, deixando a equipe. Em 1936, durante um dia de corrida, discutiu com um dos pilotos da Mercedes, e um mecânico da equipe arremessou um martelo na direção do italiano, que evitou o golpe.
Essas reações foram vistas em 1951. Fagioli era companheiro de equipe de Juan Manuel Fangio, e à altura do GP da França o argentino disputava o título com Giuseppe Farina. Durante a prova Fangio teve problemas com seu carro, e usando um artifício permitido pelo regulamento, a Alfa chamou Fagioli (líder da prova) para os boxes e entregou seu carro a Fangio. O argentino venceu a prova, mas de acordo com o regulamento, a vitória e os pontos foram repartidos com Fagioli. Este foi um dos dois casos de empate na categoria (o outro ocorreria com Stirling Moss e Tony Brooks).
A vitória compartilhada de Fagioli também marcaria três recordes até hoje insuperáveis: o de piloto mais velho (53 anos e 22 dias) a vencer um Grande Prêmio, o mais velho a subir ao pódio e o mais velho a pontuar. Mesmo assim, Fagiolli ficou insatisfeito com o time, e demitiu-se ao final da premiação.

## Morte
Luigi Fagioli prosseguiu com a carreira até meados de 1952, já quase com 54 anos de idade. Durante uma prova de exibição em Mônaco, o italiano sofreu um acidente pilotando uma Lancia esporte, batendo no túnel existente no percurso do principado, quebrando um braço e uma perna, além de sofrer ferimentos internos. Levado ao hospital, parecia não correr mais risco de vida, mas três semanas depois seu estado se complicou, vindo a falecer em consequência dos ferimentos.

## Resultados no Campeonato Mundial de Fórmula 1[2]
(legenda) 
| Ano  | Equipe         | Chassis         | Motor          | 1       | 2         | 3   | 4        | 5       | 6       | 7       | 8   | Pontos  | Posição |
| ---- | -------------- | --------------- | -------------- | ------- | --------- | --- | -------- | ------- | ------- | ------- | --- | ------- | ------- |
| 1950 | Alfa Romeo SpA | Alfa Romeo 158  | Alfa Romeo L8C | GBR 2 P | MON Ret P | 500 | SUI 2 P  | BEL 2 P | FRA 2 P | ITA 3 P |     | 24 (28) | 3º      |
| 1951 | Alfa Romeo SpA | Alfa Romeo 159B | Alfa Romeo L8C | SUI     | 500       | BEL | FRA 1* P | GBR     | GER     | ITA     | ESP | 4       | 11º     |

* Duas corridas em parceria com Juan Manuel Fangio, obtendo respectivamente a 1ª e a 11ª posição. Os pontos referentes à vitória foram divididos entre os pilotos.